# Evangelische Lukas-Communität
Die Evangelische Lukas-Communität ist eine weibliche  evangelische Kommunität innerhalb der Evangelisch-lutherischen Landeskirche Hannovers. Sie führt den Namen des Evangelisten  Lukas und lebt in der Tradition der Benediktinerinnen in einer klösterlichen Gemeinschaft. Sie ist organisatorisch unabhängig von der Kirche und lebt das evangelisch-lutherische Bekenntnis.

## Geschichte und Selbstverständnis
Die Kommunität wurde 1974 in Hannover gegründet und hat hier auch ihren Hauptsitz. Das geistliche und diakonische Zentrum ist in Bergen an der Dumme im Ortsteil Belau. Das Gemeinschaftsleben richtet sich nach den Ordensregeln des heiligen Benedikt, diese bestimmen auch den Alltag, der sich im Wesentlichen nach der Grundregel „bete und arbeite“  richtet. An jedem Samstagabend wird gemeinsam das Abendmahl gefeiert. Neben dem Gebet und der Auslegung des Evangeliums bestimmen der biologische Gartenanbau und eine artgerechte Tierhaltung das Gemeinschaftsleben. Es wird auch die Möglichkeit angeboten für eine gewisse Zeit im Kloster mitzuleben, dieses „Kloster auf Zeit“ wird individuell vorbereitet und persönlich gestaltet. Als ein besonderer Schwerpunkt hat sich die Sorge um die aus Russland zurückkehrenden Deutschen festgesetzt, darüber hinaus versorgt die Kommunität auch Personen, die durch den  Reaktorunfall von  Tschernobyl gesundheitlich in Mitleidenschaft gezogen wurden.

## Aufnahme
Die Kommunität steht für evangelisch-lutherische Frauen zwischen dem 18. – 35. Lebensjahr offen, sie sollten eine abgeschlossene Berufsausbildung haben und dem klösterlichen Leben zustimmen. Die Bewerberinnen erhalten zunächst eine theoretische und praktische Ausbildung und treten dann in ein  Postulat von bis zu einem Jahr ein. Es folgt eine mindestens dreijährige Zeit als  Novizin, danach wird die Profess abgelegt.